# Manoora (Schiff)
Die Manoora war ein 1935 in Dienst gestelltes Passagierschiff der australischen Reederei Adelaide Steamship Company und das bis dahin größte Schiff dieser Reederei. Von 1939 bis 1947 diente sie als Hilfskreuzer HMAS Manoora (His Majesty’s Australian Ship Manoora) und Landungsschiff für die Royal Australian Navy. Nach dem Krieg wieder als Passagierschiff genutzt, wurde sie 1961 nach Indonesien verkauft und sank 1972 auf dem Weg zur Abwrackwerft.

## Passagierschiff
Nachdem sich die 1929 in Dienst gestellte Manunda als großer Erfolg für die Adelaide Steamship Company erwiesen hatte, bestellte diese bei der Schiffswerft Alexander Stephen and Sons  in Glasgow ein noch größeres und schnelleres Schwesterschiff. Das Ergebnis war das 10.856 Bruttoregistertonnen große Motorschiff TSMV Manoora (TSMV = Twin Screw Motor Vessel; dt. Doppelschrauben-Motorschiff), das wie die Manunda im Passagier- und Postverkehr in den australischen Küstengewässern (Australian coastal passenger service) eingesetzt werden sollte.
Die Arbeiten an der Manoora begannen im Juli 1934 im Glasgower Stadtteil Linthouse. Der Schiffsrumpf wurde so schnell vollendet, dass das Schiff bereits am 25. Oktober 1934 vom Stapel laufen konnte. Die Manoora wurde mit Dieselmotoren von Burmeister & Wain angetrieben, die eine durchschnittliche Reisegeschwindigkeit von 16 Knoten und eine maximale Höchstgeschwindigkeit von 18,5 Knoten ermöglichten. Am 7. Februar 1935 wurde die Manoora fertiggestellt und lief anschließend nach Australien aus. Am 11. April 1935 legte sie in Sydney an der australischen Ostküste zu ihrer Jungfernfahrt nach Fremantle an der Westküste ab. Wie ihr Schwesterschiff Manunda erfreute sich die Manoora schnell großer Popularität unter den Reisenden.

## Hilfskreuzer im Zweiten Weltkrieg

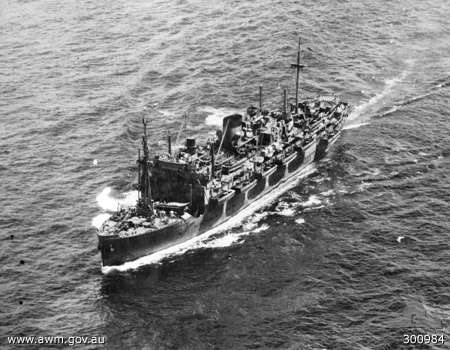
Die Manoora im Tarnanstrich während des Zweiten Weltkriegs

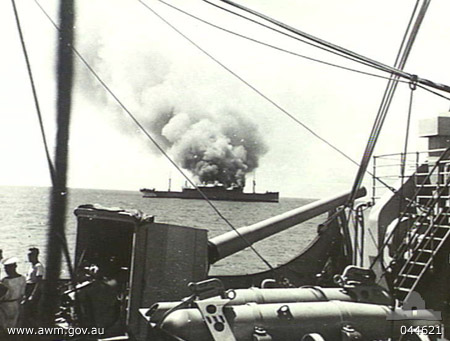
Das brennende italienische Schiff Romolo von der Manoora aus gesehen, Juni 1940

Nach vier Jahren beendete der Zweite Weltkrieg vorerst die zivile Karriere der Manoora. Am 11. Oktober 1939 wurde das Schiff von der Royal Australian Navy angefordert und nach Garden Island bei Sydney gebracht, wo sie in einen bewaffneten Hilfskreuzer (Armed Merchant Cruiser) umgerüstet wurde. Sie wurde mit sieben 6-Inch-Kanonen, zwei 3-Inch-Flugabwehrkanonen und zwei Lewis Guns ausgestattet. Am 12. Dezember 1939 wurde das Schiff als Hilfskreuzer in Dienst gestellt. Die neue Besatzung wurde fast ausschließlich aus den Reihen australischer Marinereservisten zusammengestellt und bestand aus insgesamt 345 Männern. Die Manoora patrouillierte fortan im Korallenmeer und im Pazifik.
Nachdem Italien im Juni 1940 an der Seite Deutschlands in den Krieg eingetreten war, wurde der Manoora aufgetragen, das Passagier- und Frachtschiff Romolo (9.870 BRT) des italienischen Lloyd Triestino zu lokalisieren und abzufangen, welches am 5. Juni aus Brisbane ausgelaufen war. Die Besatzung der Romolo wusste, dass ihr Schwesterschiff, die Remo, kurz zuvor in Fremantle beschlagnahmt worden war. Die Romolo steuerte daher mit voller Geschwindigkeit auf die Kap-York-Halbinsel zu. Die Manoora konnte die Romolo etwa 220 Meilen südwestlich von Nauru einholen. Der Kapitän des italienischen Schiffs befahl die Selbstversenkung und das Verlassen des Schiffs. Der Kapitän der Manoora eröffnete zusätzlich das Feuer auf die Romolo, die schwer beschädigt sank.
Im Herbst 1942 begann der Umbau der Manoora in ein Landing Ship, Infantry (LSI), ein Landungsschiff für die Infanterie, welcher am 2. Februar 1943 abgeschlossen wurde. Für diesen neuen Verwendungszweck wurde die Manoora mit einer 6-Inch-Kanone bewaffnet, die später durch zwei 4-Inch-Kanonen, zwei 3-Inch-Flugabwehrkanonen und acht 20-mm-Oerlikon-Flugabwehrkanonen ersetzt wurden. Später kamen noch sechs 40-mm-Bofors-Geschütze hinzu. Außerdem wurde vor dem Schornstein ein Supermarine-Walrus-Flugzeug untergebracht. Als Landungsfahrzeug konnte die HMAS Manoora 1230 Soldaten transportieren. Sie brachte unter anderem Truppen von Indien und Niederländisch-Indien nach Australien und fuhr außerdem nach Lingayén, Tarakan, Labuan und Balikpapan. Sie wurde auch dafür genutzt, Kriegsgefangene aus Singapur wieder in ihre Heimatstaaten  zu überführen.
Nach acht Jahren im Dienst der Royal Australian Navy wurde die Manoora am 6. Dezember 1947 aus dem Kriegsdienst entlassen. Während die Manunda nach Kriegsende eine umfassende Sanierung erhielt, wurde die Manoora von der Adelaide Steamship Company zunächst für ein Jahr aufgelegt und dann erst wieder in Stand gesetzt. Erst am 31. August 1949 war die Manoora an der Seite der Manunda zurück im Passagier- und Postdienst an der australischen Küste.  Dieser Zustand dauerte bis 1956 an, als sich die Adelaide Steamship Company wegen der drastisch sinkenden Passagierzahlen dazu entschied, ihren Fahrgastbetrieb einzudämmen. Die etwas ältere Manunda wurde im selben Jahr verkauft und 1957 verschrottet. Die Manoora blieb weiterhin im Dienst, aber aufgrund des zunehmend beliebter werdenden Flugverkehrs nahmen die Zahlen der Seereisenden immer mehr ab.

## Verkauf nach Indonesien
1961 verkaufte die Reederei die Manoora an die indonesische Regierung. Am 26. August 1961 verließ sie zum letzten Mal Melbourne. Unter dem Namen Ambulombo wurde das Schiff fortan zur Beförderung von Pilgern nach Mekka verwendet. 1965 wurde das Schiff an das indonesische Unternehmen PT Affan Raya weiterverkauft, die es unter dem Namen Affan Oceana für den gleichen Zweck verwendete. 1966 verkaufte PT Affan Raya die Affa Oceana an PT Perusahaan Pelajaran, die ihr ihren ersten indonesischen Namen Ambulombo wiedergab. 1970 wurde das Schiff schließlich endgültig aufgelegt und 1972 zum Abbruch nach Taiwan verkauft.
Die ehemalige Manoora wurde von dem Schlepper Fujisan Muru von Jakarta nach Kaohsiung ins Schlepptau genommen, wo sie verschrottet werden sollte. Sie sank jedoch vor dem Eintreffen in Kaohsiung auf der Position 18°19’ N-120°34’ E vor der Insel Luzon. Sie wurde nicht mehr gehoben.